# Luis Jorge Zanotti
Luis Jorge Zanotti (Buenos Aires, 2 de marzo de 1928-Buenos Aires, 28 de diciembre de 1991) fue un pedagogo y periodista argentino, que desempeñó diversos cargos en el Ministerio de Educación de su país, siendo reconocido por sus reformas a la educación media nacional, como también autor de una decena de distintos trabajos académicos sobre la educación en la Argentina. Por otra parte, fue jefe de editoriales del diario La Nación. 
Si bien no fue uno de los fundadores de la Academia Nacional de Educación de la Argentina, institución de la cual uno los sitales lleva su nombre en su honor, fue parte de su primera formación.

## Biografía
Su infancia transcurrió en el porteño barrio de Caballito, siendo hijo de Luis Pedro Zanotti y Cándida Lacanna, quien era maestra e influiría en su vocación. Su carrera comenzó como maestro normal a la par que estudiaba Pedagogía en la Universidad de Buenos Aires. Trabajó como maestro por diez años, cuando comienza a enseñar Pedagogía en la Universidad de Buenos Aires, interesándose en la política educacional en particular. Con el paso del tiempo, fue nombrado profesor titular de aquellas materias en dicha casa de estudios. Fue becado por el Programa Fulbright, de la que luego integró su comisión en Argentina, para estudiar en la Universidad de Puerto Rico.
En el ámbito del Ministerio de Educación argentino, se desempeñó como director general de Enseñanza Secundaria, Normal, Especial y Superior entre 1966 y 1967, desde sus funciones desarrolló la reforma de la educación media en el país.
Fundó el Instituto de Investigaciones Educativas en 1974, con la intención de crear un centro de investigaciones sobre pedagogía y enseñanza en la Argentina, lo cual hasta entonces era inexistente. Fue incorporado a la Academia Nacional de Educación en su primera camada en 1984, de la que uno de sus sitales lleva su nombre, y que, además, le otorgó su mayor premio en forma póstuma. Ganó el Premio Konex en 1987.
En 1956 comenzó a trabajar en el diario La Nación como redactor de artículos, llegando a ser, además de columnista sobre temas referidos a la educación, jefe de redacción del matutino entre 1983 hasta su fallecimiento en 1991.

## Publicaciones
- Ideas y antecedentes para una reforma de la enseñanza media (1965)
- Etapas históricas de la política educativa (1981)